# Автор

Василь Стус — український поет, прозаїк

А́втор (лат. auctor — творець) — це фізична особа, творчою працею якої створено твір. У широкому розумінні, поняття «автор» може застосовуватись до творця будь-якого матеріального або нематеріального блага, наприклад, художнього або публіцистичного твору, наукового дослідження, проєкту, закону, винаходу, сценарію, ідеї, вигадки, композиції тощо. Також, автором твору може вважатися особа, вказана як автор на оригіналі або екземплярі твору, якщо відсутні докази того, що автором твору є інша особа. Це є презумпцією авторства.

## Норми законодавства України
Автором може бути громадянин України, іноземний громадянин, або особа без громадянства. Не має значення вік та дієздатність автора. Таким чином, автором твору може бути малолітня особа (до 14 років),
- неповнолітня особа (від 14 до 18 років).
- Малолітня особа має право здійснювати лише особисті немайнові права на твір. Здійснювати майнові права можуть батьки або опікуни цієї малолітньої особи, але вони не беруть на себе зобов'язань під час такого здійснення.
- Неповнолітня особа має право самостійно здійснювати права на твір у повному обсязі (тобто укладати ліцензійні та авторські угоди).

Автором твору на території України може бути іноземна юридична особа, якщо законодавство відповідної країни визнає за нею таку можливість.

## Автор у літературі
Автор у літературі — митець, який реалізується у літературному творі, організує його, виражає в ньому емоційно-смислову єдність.
Різні періоди розвитку літератури позначені різним ставленням до феномену автора. За доби античності й Середньовіччя він уподібнювався медіуму, посереднику, здатному спроєктувати свій творчий потенціал на реципієнтів. У християнській писемності була поширена практика анонімності. З іншого боку, вже в античності, коли лунали імена Гомера, Платона, Арістотеля, спостерігалися перші ознаки розуміння категорії авторства як творчої. Християнська ж екзегетика заклала підвалини герменевтики, де авторові відводилася ключова роль під час тлумачення тексту. Остаточний перехід від анонімного фольклорно-колективного автора-виконавця до індивідуального здійснився у добу Відродження, коли був проголошений культ митця та з'явилося авторське право. В епоху класицизму автор цінувався лише як виконавець настанов позахудожніх політичних, ідеологічних, педагогічних структур, позбавлявся права на самостійне вираження таланту. Реакцією на позалітературну заангажованість автора, позбавлення його творчої свободи стала поява в період романтизму концепції генія, що проголошувала митця уособленням всесвітніх креативних сил, обґрунтовувала його активну присутність у творі. Реалісти практикували формування художнього світу ззовні, під кутом всевідного автора. Проблема іманентного авторства найповніше реалізувалася на теренах модернізму, що повернув письменству його природну самтожність. Постмодернізм же повертається до деперсоналізації автора, проголошуючи його смерть (Р. Барт, М. Фуко). Він уже не сприймається як продуцент тексту, а вважається анонімною частиною інтертексту.
У сучасному літературознавстві вирізняють кілька іпостасей автора:
- автор всевідний — особа, яка цілком і повністю генерує твір, єдина володіє всією інформацією про героїв, події, час і доносить її реципієнту
- автор інтенційний — особа, яка реалізується в творі, знаком її присутності є реальний або фіктивний образ автора, а також увесь зображений світ ідей, героїв, художня організація твору
- автор концепційний — автор тлумачиться як певна концепція світу, людини, культури, зафіксована твором для суспільства. Він є останньою інстанцією, яка існує поза текстом і в тексті і комбінує певного типу комунікативну єдність
- автор іманентний — творча неординарна особистість, наділена оригінальним талантом, рівновелика сама по собі за характером художнього світомислення, самодостатня, самототожна, незв'язана утилітарними обов'язками
- автор канонічний — автор розцінюється як єдине джерело тлумачення тексту, навіть без його активних зусиль щодо цього;твір прочитують як авторський канон, звертається увага на якісні, стильові, інші характеристики твору і творчості.
- автор умовно деперсоналізований — автор перестає вважатися ідеологом тексту, є тільки першим із багатьох, але не єдиним виробником значення;позбавлений індивідуально-психічних характеристик, вважається анонімною частиною інтертексту; неспроможний на новаторство, скриптор
- автор персоналізований — особа, чиє прізвище зазначено на рукописі, машинописі чи примірникові оприлюдненого твору, який має право вимагати визнання авторства, засвідчення або приховування імені, протидіяти деформації твору, дозволяти або забороняти оприлюднення тексту в будь-якому вигляді, претендувати на гонорар

## Форми вияву авторства в літературі
- автор біографічний — особа, яка існує в позахудожньому реальному вимірі
- автор-митець — майстер слова; особа, яка займається літературною творчістю, пише художні твори
- автор як текстовий суб'єкт — вбудований в твір імпліцитний автор, що виявляється в творі, є носієм авторської свідомості

Проблема автора набуває особливої наукової гостроти, коли йдеться про необхідність встановлення адекватного імені митця, що при імовірній варіативності часто лишається нез'ясованим, як-от у випадку з явищем давньоукраїнської літератури — «Словом про Ігорів похід».
У художній практиці неодноразово траплялися випадки, коли певний твір приписувався іншому автору. Наприклад, вірш «Ще не вмерла Україна», котрий став Гімном України, приписувався Тарасові Шевченкові, хоч був написаний Павлом Чубинським. У таких ситуаціях встановленню авторства може допомогти текстологія.
В критичній рецепції поняття «Автор» застосовується і в значенні суб'єкта, який інтегрує стильову єдність художньої діяльності.